# 米克洛希
米克洛希，是匈牙利绍莫吉州所辖的一个村。总面积10.47平方公里，总人口231，人口密度22.1人/平方公里（2011年1月1日）。